# Неглерия Фоулера
Негле́рия Фо́улера (лат. Naegleria fowleri) — вид одноклеточных эукариотических организмов из семейства Vahlkampfidae. Вид назван в честь открывшего и описавшего её в 1960 г. австралийского врача Малькольма Фоулера. Представители обитают в естественных и искусственных пресных водоёмах при температуре 25—30 °C. Факультативный паразит человека, который вызывает первичный амёбный менингоэнцефалит, поражающий нервную систему и при отсутствии лечения приводящий к смерти.

## Пути заражения
Заражение происходит преимущественно в тёплых пресных водоёмах, особенно когда паразит находится в жгутиковой стадии развития. Основной путь заражения — через носовые ходы и обонятельный эпителий, откуда паразит попадает в обонятельный нерв и через него — в головной мозг, где распространяется по всем его отделам. Ещё один возможный путь заражения — при вдыхании аэрозолей, если в них содержатся цисты паразита. Заражения через пищевод при проглатывании не происходит.

## Первичный амёбный менингоэнцефалит
По данным Центра по контролю и профилактике заболеваний США, с момента открытия Naegleria fowleri зарегистрировано несколько сотен случаев заражения этими простейшими. В последние годы частота заболевания на территории США возросла, что связывают с сравнительно более высокой летней температурой в южных штатах.
Несмотря на существование препаратов, останавливающих развитие заболевания, в большинстве случаев первичный амёбный энцефалит приводит к смерти инфицированного человека. B Чехословакии в одном и том же подогреваемом водоеме с хлорированной водой в течение 3 лет заразились 16 молодых людей. Спорадические случаи летального неглериоза описаны после купания в водоёмах в разных районах США, Бельгии, Англии, Новой Зеландии, Индии и в дренажном канале в Мексике. Случаи смерти от первичного амебного менингоэнцефалита не раз фиксировались в Европе. В России подобное заболевание было зафиксировано; по крайней мере, случаев мало.
Однако в связи с глобальным потеплением возможно распространение этой болезни и в более холодные регионы.
В качестве профилактической меры предлагают избегать купания в пресных водоёмах в жаркую погоду, применять при отдыхе в бассейнах и аквапарках носовые зажимы. Большинство зарегистрированных случаев заражения (58%) связано с плаванием или нырянием, 16% — с купанием, 10% — с водными видами спорта (гидроциклы, водные лыжи, вейкбординг), 9% — с промыванием носа.